# Eusebio Sánchez Pareja
Eusebio Sánchez Pareja (* 1716 in Córdoba (Spanien); † nach dem 24. Oktober 1787 wohl in Guadalajara (Mexiko)) war ein spanischer Kolonialverwalter, der vorübergehend als Vizekönig von Neuspanien amtierte.
Sánchez amtierte von 1771 bis 1776 und vom 22. April 1777 bis 24. Oktober 1787 als Gouverneur der Provinz Nueva Galicia (deutsch: Neu-Galicien). Nachdem sein Nachfolger interimistisch ins Amt gelangte, erscheint es plausibel, dass er im Amt und somit mit hoher Wahrscheinlichkeit in Guadalajara starb.
Aus Sánchez’ Zeit in Guadalajara sind Anweisungen zur Verbesserung der Hygiene in Schlachthöfen und ein Badeverbot für den Fluss überliefert. Außerdem berichtete er an den Vizekönig über den Stand der Milizen seiner Provinz.
Nach dem Tode des Vizekönigs Bernardo de Gálvez y Madrid im Oktober 1786 übernahm er auch die Amtsgeschäfte des Vizekönigs von Neuspanien. Für diese Amtszeit wird Sánchez weiter als Gouverneur von Neugalizien geführt. Daher ist anzunehmen, dass die Real Audiencia von Mexico, die an erster Stelle für die Fortführung der Regierungsgeschäfte im Fall des Todes eines Vizekönigs verantwortlich war, Sánchez zusätzlich mit dieser Aufgabe betraute. Im Mai 1787 übergab er das Amt des Vizekönigs an den Erzbischof Alonso Núñez de Haro y Peralta.